# Калінін Сергій Олександрович
Сергій Олександрович Калінін (8 травня 1951, місто Вічуга, тепер Івановської області, Російська Федерація — 1999, місто Ярославль, Російська Федерація) — радянський діяч, 1-й секретар Ярославського обкому КПРС. Член ЦК КПРС у 1990—1991 роках.

## Життєпис
У 1973 році закінчив Рязанський радіотехнічний інститут.
У 1973—1975 роках — інженер-конструктор Рибінського моторобудівного заводу Ярославської області.
У 1975—1984 роках — заступник начальника відділу, начальник відділу Рибінського виробничого об'єднання моторобудування.
Член КПРС з 1978 року.
У 1984—1987 роках — заступник секретаря партійного комітету Рибінського виробничого об'єднання моторобудування Ярославської області.
У 1987—1990 роках — секретар партійного комітету Рибінського моторобудівного виробничого об'єднання Ярославської області.
27 жовтня 1990 — серпень 1991 року — 1-й секретар Ярославського обласного комітету КПРС.
Після відновлення діяльності Комуністичної партії Російської Федерації в 1993 році вступив до Ярославського осередку КПРФ. У 1995 році, під час перших виборів губернатора Ярославської області, Сергій Калінін закликав виборців підтримати представника влади Анатолія Лісіцина, за що в 1996 році був виключений із КПРФ.
У 1996—1999 роках — директор департаменту промисловості та підприємництва Адміністрації Ярославської області.
У 1999 році раптово помер. Похований у Ярославлі.